# Pitohui ombré
Colluricincla tenebrosa
Cette espèce ne doit pas être confondu avec le Pitohui des Palau qui a aussi porté le nom scientifique de Colluricincla tenebrosa avant d'être déplacé dans le genre Pachycephala
Espèce
Statut de conservation UICN

 LC  : Préoccupation mineure
Le Pitohui ombré (Colluricincla tenebrosa, anciennement Colluricincla umbrina) est une espèce de passereaux de la famille des Pachycephalidae.

## Taxinomie
Avec le déplacement du Pitohui des Palau (jusque-là désigné par le nom binomial Colluricincla tenebrosa (Hartlaub & Finsch, 1868)) dans le genre Pachycephala, lors de la révision 3.4 de la classification de référence du Congrès ornithologique international, le nom scientifique du Pitohui ombré redevient Colluricincla tenebrosa, Colluricincla umbrina n'étant qu'un synonyme plus récent.

## Répartition et habitat
Cet oiseau fréquente la chaîne Centrale (Nouvelle-Guinée) à travers les forêts humides tropicales et subtropicales d'altitude.

## Systémique
Selon la classification de référence du Congrès ornithologique international (version 9.2, 2019), cette espèce est monotypique.